# Armorial du Premier Empire

Grandes armes impériales

Cet article présente et décrit l'héraldique napoléonienne et les armoiries des personnes titrées sous le Premier Empire en France.

## NapoléonIer
| Figure | Blasonnement |
| ------ | --- |
|        | Napoléon Ier, « Empereur des Français, roi d’Italie, protecteur de la confédération du Rhin et médiateur de la Confédération suisse. » D’azur à l’aigle impériale d’or, empiétant un foudre du même. La couronne, fermée et sommée d’un globe surmonté d’une croix recroisetée, utilise les aigles comme arceaux, intercalés entre des plumes stylisées. Le sceptre et la main de justice reproduisent les honneurs de Charlemagne utilisés pendant le sacre. Le grand collier de l’Ordre de la Légion d’honneur entoure l’écu. Le manteau de gueules, doublé d’hermines au naturel, semé d’abeilles d’or et frangé de même, porte un galon de sarments et de grappes. Les deux angles visibles du manteau montrent deux étoiles pentagrammiques d’or,. |

## Les Impératrices
| Figure | Blasonnement |
| ------ | --- |
|        | Marie-Josèphe-Rose de Tascher de La Pagerie, dite Joséphine de Beauharnais, Impératrice des Français, reine d’Italie, 1re duchesse de Navarre et de l'Empire (lettres patentes du 9 avril 1810), D’azur à l’aigle impériale d’or, les ailes étendues, empiétant un foudre du même. Au manteau de gueules, semé d’abeilles d’or, frangé d’or, doublé d’hermines, à la couronne impériale sommée d’un globe surmonté d’une croix recroisetée                                                                                               |
|        | Marie-Louise d'Autriche, Impératrice des Français et reine d’Italie (1810-1814), duchesse de Parme (1814–1847), Accolé de France et d'Autriche, qui est parti de deux traits ; au premier d'or au lion de gueules armé, lampassé et couronné d'azur ; au deuxième de gueules a la fasce d'argent ; au troisième d'or à la bande de gueules, chargée de trois alérions d'argent. Au manteau de gueules, semé d’abeilles d’or, frangé d’or, doublé d’hermines, à la couronne impériale sommée d’un globe surmonté d’une croix recroisetée, |

## Grands dignitaires de l'Empire
| Figure | Blasonnement |
| ------ | --- |
|        | Joseph Bonaparte, Grand électeur, Grandes armes du Roi de Naples : Gironné de 15 pèces : I, en forme de franc-quartier, d'or, à une triquêtre issante d'une tête de Mercure de carnation (Île de Sicile) ; II, d'or au cheval contourné et effaré de sable (de Naples (ancien)) ; 3, d'azur, à deux cornes d'abondance d'or, passées en sautoir (du Labour) ; IV, coupé en A d'azur à une comète d'argent chevelée d'or, en B d'argent à un vol d'azur ; V, d'or, à l'aigle de gueules, couronnée du champ, issante d'une fasce denchée et abaissée d'azur (de Basilicate) ; VI, d'argent, à la croix potencée de sable (de Basse-Calabre) ; VII, écartelé en sautoir d'or, à quatre pals de gueules et d'argent, à la croix potencée de sable (alias d'Aragon et de Basse-Calabre) (de Haute-Calabre) ; VIII, D'or, à quatre pals de gueules, au dauphin d'argent, plongeant vers la pointe, brochant sur-le-tout (d'Otrante) ; IX, écartelé en sautoir d'azur et d'argent, à la crosse d'or, brochante sur-le-tout (de Bari) ; IX, d'azur, à un Saint-Michel d'or, terrassant un diable de sable, sur une montagne à trois coupeaux du deuxième, issante de la pointe (de Capitanate) ; XI, de gueules, à une étoile à huit rais d'or, ceinte d'une couronne de feuillage du même (de Molise) ; XII, coupé de gueules, à la couronne à l'antique d'or, et d'argent. (de Haut-Principat) ; XIII, d'or, à la hure de sable, surmontée d'un joug de gueules (des Basses-Abruzzes) ; XIV, d'azur, à l'aigle d'argent, surmontant une montagne d'or, issante de la pointe (des Hautes-Abruzzes) ; XV, de gueules accompagnée de deux croisettes alesées le tout d'argent ; sur-le-tout d'azur, à l'aigle d'or, la tête contournée, au vol abaissé, empiétant un foudre du même (de Napoléon) dans son pavillon de gueules. |
|        | Charles-Maurice de Talleyrand-Périgord, Vice-Grand électeur (1807), Parti : au I de gueules aux trois lionceaux d'or armés, lampassés et couronnés d'azur (Talleyrand-Périgord) ; au II d'or au sanglier sanglier passant de sable chargé sur le dos d'une housse d'argent (Bénévent) ; au chef des Princes souverains d'Empire brochant sur la partition. Re que Diou : RE QUE DIOU, |
|        | Louis Bonaparte, connétable de l'Empire, Ecartelé : I et IV, de gueules, au lion d'or couronné du même, tenant dans sa patte dextre un faisceau de sept flèches d'argent, pointées et empennées d'or, et dans sa patte sénestre, une épée d'argent, garnie d'or (Provinces-Unies) ; II et III, d'azur, à l'aigle d'or, la tête contournée, au vol abaissé, empiétant un foudre du même (de Napoléon). |
|        | Louis-Alexandre Berthier, vice-connétable de l'Empire, D'or, parti d'un trait, au premier, bras armé d'azur, rehaussé d'or, semé d'abeilles aussi d'or, tenant une épée haute en pal de sable, et chargé d'un bouclier de sablé au W d'or, à l'orle du même, entouré de la devise suivante : COMMILITONI VICTOR CÆSAR ; chef de grand dignitaire de l'Empire (Wagram) ; au deuxième, pal de gueules, chargé de trois chevrons d'argent ; chef de prince souverain (d'azur à l'aigle d'or, les ailes étendues, empiétant un foudre du même) (Neuchâtel)., |
|        | Joachim Murat, grand amiral de l'Empire, Armes du Grand-duc de Berg et de Clèves : Parti : au I, d'argent au lion léopardé de gueules, armé, lampassé et couronné d'azur (Berg) ; au II, de gueules aux rais d'escarboucle, pommetés et fleuronnés d'or de huit pièces (Clèves) ; à l'ancre de sable à quatre becs brochant sur le parti. Sur le tout, d'azur à l'aigle d'or empiétant un foudre du même, la tête contournée., |
|        | Jean-Jacques-Régis de Cambacérès, archichancelier de l'Empire (28 floréal an XII (1804)), D'or dextrochère au naturel, paré de gueules, rebrassé d'hermine, mouvant de sénestre, chargé des tables de la loi de sable ; le tout accompagné de trois losanges du même ; au chef des Princes Grands Dignitaires,. |
|        | Eugène de Beauharnais, archichancelier d'État (28 floréal an XII (1804)), D'azur à l'aigle d'or empiétant un foudre du même, le foudre chargé d’un médaillon ovale d’argent surchargé d’un E de sable. |
|        | Charles-François Lebrun, Prince-architrésorier de l'Empire (28 floréal an XII (1804)), Gouverneur Général des Départements de Hollande, De sable, à une louve arrêtée d'or, soutenue du même, surmontée de deux billettes d'argent ; au chef des Princes Grands Dignitaires,. |
|        | Camille Borghèse, grand dignitaire de l'Empire (Gouverneur Général des Départements au-delà des Alpes, 24 février 1808 - 27 avril 1814), Parti : au I, d'azur, à un dragon ailé d'or (Borghesi), au chef du même, chargé d'une aigle de sable, becquée, membrée et couronnée d'or (Saint-Empire) ; au II, de gueules à l’ombrelle à galons de gueules et d'or, sommée d'un globe crucifère d’or, la tige en forme de lance chargée de deux clefs en sautoir avec les pannetons tournés vers l'extérieur et vers le haut, l'une d’or et l'autre d’argent, liées de gueules (gonfalonnier de l'Église) ; au chef de prince souverain brochant. |
|        | Élisa Bonaparte, grand dignitaire de l'Empire (« Grande Duchesse, ayant le Gouvernement général des Départemens de la Toscane »), Ecartelé : I, d'or à six sphères mises en orle, cinq de gueules, celle en chef d'azur chargée de trois fleurs de lys d'or (de Médicis, pour la Toscane) ; II, coupé d'argent et de gueules (de Lucques) ; III, coupé de gueules et d'or au chef du premier chargé d'une aigle bicéphale de sable, un créquier de sable feuillé d'argent (alias d'un rameau d'épines de sinople en pal) brochant, chargé en abime d'un écusson de gueules à la bande échiquetée d'argent et d'azur, au chef d'argent à la croix de gueules (de Cybo-Malaspina, pour Massa et Carrare) ; IV, de gueules à deux barres d'or accompagnées de deux étoiles du même ; sur le tout d'azur, à l'aigle d'or, la tête contournée, au vol abaissé, empiétant un foudre du même (de Napoléon)., |

## Grands officiers de l'Empire

### Maréchaux de l'Empire
| Figure | Blasonnement |
| ------ | --- |
|        | Louis-Alexandre Berthier, vice-connétable de l'Empire, D'or, parti d'un trait, au premier, bras armé d'azur, rehaussé d'or, semé d'abeilles aussi d'or, tenant une épée haute en pal de sable, et chargé d'un bouclier de sablé au W d'or, à l'orle du même, entouré de la devise suivante : COMMILITONI VICTOR CÆSAR ; chef de grand dignitaire de l'Empire (Wagram) ; au deuxième, pal de gueules, chargé de trois chevrons d'argent ; chef de prince souverain (d'azur à l'aigle d'or, les ailes étendues, empiétant un foudre du même) (Neuchâtel)., |
|        | Jean Lannes, général de brigade de cavalerie (nommé par le général Bonaparte à titre provisoire en septembre 1796, confirmé par le Directoire exécutif le 17 mars 1797), général de division (nommé par le général Bonaparte à titre provisoire le 10 mai 1799, confirmé par arrêté des consuls le 3 mai 1800), maréchal de l'Empire (29 floréal an XII (19 mai 1804), 1er prince de Sievers et de l'Empire (décret signé de Napoléon Ier à Tilsit le 30 juin 1807), 1er duc de Montebello et de l'Empire (15 juin 1808), grand aigle de la Légion d'honneur (2 février 1805, chef de la 9e cohorte), commandeur de l'ordre de la Couronne de fer (25 février 1806), grand-croix des ordres du Christ de Portugal (1805) et de Saint-Henri de Saxe, chevalier de l'ordre de Saint-André de Russie (1808), De sinople, à une épée haute d'or ; au chef des ducs de l'Empire brochant., |
|        | Bon Adrien Jeannot de Moncey (31 juillet 1754 - Moncey ✝ 20 avril 1842- Paris), général de brigade (18 février 1794), général de division (9 juin 1794), maréchal de l'Empire (19 mai 1804, destitué le 29 août 1815, réintégré le ), 1er duc de Conegliano et de l'Empire (2 juillet 1808, déchu de son titre (1815), réintégré dans le titre de son duché le 5 mars 1816), grand-croix de la Légion d'honneur (2 février 1805, chef de la 11e cohorte), grand dignitaire de l'ordre de la Couronne de fer, chevalier (2 juin 1814), puis, grand-croix de l'ordre royal et militaire de Saint-Louis (1823), chevalier de l'ordre du Saint-Esprit (30 septembre 1820), grand-cordon de l'ordre de Saint-Vladimir de première classe (février 1824), Pair de France (4 juin 1814, révoqué par l'ordonnance du 24 juillet 1815, réintégré le 5 mars 1819, Pair des Cent-Jours (2 juin 1815), D'azur, à une main dextre d'or en fasce, ailée d'argent, tenant une épée en pal du même ; au chef des ducs de l'Empire brochant., |
|        | André Masséna, général de brigade (22 août 1793), général de division (20 décembre 1793), général en chef de l'armée du Danube et d'Helvétie (1799), maréchal de l'Empire (29 floréal an XII (19 mai 1804), 1er duc de Rivoli et de l'Empire (24 avril 1808), 1er prince d'Essling et de l'Empire (31 janvier 1810), Grand aigle de la Légion d'honneur (10 pluviôse an XIII, chef de la 14e cohorte), Commandeur de Saint-Louis (1814), Pair de France (2 juin 1815 (Cent-Jours)), D'or, à la victoire de carnation ailée tenant d'une main une palme, et de l'autre une couronne d'olivier de sinople, accompagnée en pointe d'un chien couché de sable ; au chef des ducs de l'Empire brochant. Timbre: couronne de prince. Supports: deux lions couronnés. Devise: VICTOR ET FIDELIS,. |
|        | Charles Pierre François Augereau, général de brigade (27 septembre 1793), général de division (23 décembre 1793), maréchal de l'Empire (29 floréal an XII (19 mai 1804), Duc de Castiglione et de l'Empire (lettres patentes du 26 avril 1808), Grand officier (29 floréal an XII, chef de la 15e cohorte), puis grand aigle de la Légion d'honneur (1805), chevalier de Saint-Louis (2 juin 1814), grand-croix de l'ordre de Charles III d'Espagne, pair de France (4 juin 1814), D'azur, au lion léopardé d'or, couronné du même ; au chef des ducs de l'Empire brochant., |
|        | Jean-Baptiste Jules Bernadotte, général de brigade (26 juin 1794, nommé sur le champ de bataille par le général Kléber), général de division (septembre 1794), maréchal de l'Empire (29 floréal an XII (19 mai 1804), 1er Prince de Pontecorvo et de l'Empire (5 juin 1806 - 21 août 1810), prince héritier de Suède (21 août 1810 - 5 février 1818), prince héritier de Norvège (4 novembre 1810 - 5 février 1818), roi de Suède et de Norvège (5 février 1818 - 8 mars 1844), Grand aigle de la Légion d'honneur (13 pluviôse an XIII (2 février 1805), chef de la 8e cohorte),grand-croix des ordres de l'Aigle noir et de l'Aigle rouge de Prusse (1805), de Saint-Henri de Saxe, de l'Éléphant du Danemark (1805), D'azur, au pont à trois arches d'argent, sur une rivière de même, ombrée d'azur, et supportant deux tours du second ; au chef des Princes souverains d'Empire brochant., |
|        | Nicolas Jean-de-Dieu Soult, général de division (21 avril 1799), maréchal de l'Empire (19 mai 1804), 1er duc de Dalmatie et de l'Empire (29 juin 1808), légionnaire (11 décembre 1803), puis, Grand officier (25 prairial an XII (14 juin 1804), chef de la 4e cohorte), puis, grand aigle de la Légion d'honneur (décret du 12 pluviôse an XIII (1er février 1805), commandeur de l'ordre royal et militaire de Saint-Louis (24 septembre 1814), commandeur de l'ordre du Saint-Esprit (30 mai 1825), grand-croix de l'ordre royal de Léopold, de l'ordre du Sauveur, de l'ordre de la Toison d'or, de l'ordre de Saint-Hubert de Bavière, Pair de France (2 juin 1815 (Cent-Jours), duc et pair (5 novembre 1827, lettres patentes du 8 octobre 1828), D'or, à l'écusson de gueules, chargé de trois têtes de léopards du premier posées 2 et 1 ; au chef des ducs de l'Empire brochant., |
|        | Guillaume Marie-Anne Brune |
|        | Adolphe Édouard Casimir Joseph Mortier, général de brigade (23 février 1799), général de division (25 septembre 1799), maréchal de l'Empire (19 mai 1804), 1er duc de Trévise et de l'Empire (2 juillet 1808), Grand aigle de la Légion d'honneur (1805, chef de la 2e cohorte), Chevalier (2 juin 1814), puis Grand-croix de l'Ordre royal et militaire de Saint-Louis (1820), Commandeur de l'Ordre du Saint-Esprit (1825), Grand cordon de l'ordre du Christ de Portugal (1805), Pair de France (4 juin 1814, 2 juin 1815 (Cent-Jours), annulé le 24 juillet 1815, Baron Mortier et Pair de France (5 mars 1819, lettres patentes du 16 juillet 1824)), Écartelé, aux 1 et 4, d'or a buste de cheval de sable, celui du premier quartier contourné; au 2, d'azur au dextrochère d'or, armé de toutes pièces et tenant une épée haute d'argent; au 3, d'azur au senextrochère d'or, armé de toutes pièces, et tenant une épée haute d'argent ; au chef des ducs de l'Empire brochant., |
|        | Michel Ney, général de brigade (1er août 1796), général de division (28 mars 1799), général en chef de l'armée du Danube en remplacement de Masséna, maréchal de l'Empire (29 floréal an XII (19 mai 1804), 1er duc d'Elchingen et de l'Empire (6 juin 1808), 1er prince de la Moskowa et de l'Empire (lettres patentes du 25 mars 1813), Grand aigle de la Légion d'honneur (10 pluviôse an XIII (30 janvier 1805), chef de la 7e cohorte), Chevalier de Saint-Louis (1er juin 1815), grand-croix de l'ordre du Christ du Brésil (28 février 1806), Pair de France (4 juin 1814, 2 juin 1815, (Cent-Jours)), D'or bordé d'azur, en cœur un écu du second, chargé d'un orle du champ, accosté de deux mains addossées, vêtues de sable, tenant des badelaires d'argent ; au chef des ducs de l'Empire brochant., |
|        | Jean-Baptiste Jourdan, comte Jourdan et Pair de France (5 mars 1819, sans constitution de majorat,), Légionnaire (2 octobre 1803), puis, Grand officier et chef de la 16e cohorte (14 juin 1804), puis, grand-croix de la Légion d'honneur (2 février 1805), Chevalier de l'Ordre royal et militaire de Saint-Louis (2 juin 1814, Commandeur de l'Ordre du Saint-Esprit (30 mai 1825), chevalier de l'Ordre de Saint-Hubert de Bavière, D'azur, aux lettres JBJ enlacées d'or; à la bordure d'argent, besantée de sable., |
|        | Louis Nicolas Davout, général de brigade (25 juillet 1793), général de division (5 juillet 1800), maréchal de l'Empire (29 floréal an XII (19 mai 1804), Seigneur de Lowicz (30 juin 1807), 1er Duc d'Auerstaedt et de l'Empire (2 juillet 1808, lettres patentes du 8 juillet 1808), 1er Prince d'Eckmühl et de l'Empire (15 août 1809, lettres patentes signées au Palais de Schönbrunn), Légionnaire (19 frimaire an XII (11 décembre 1803), puis Grand officier (25 prairial an XII (14 juin 1804), et chef de la 6e cohorte), puis Grand aigle de la Légion d'honneur (13 pluviôse an XIII (2 février 1805), chevalier de l'Ordre de la Couronne de fer, Chevalier de Saint-Louis (10 février 1819), grand-croix des Ordres du Christ du Portugal (28 février 1806), grand-croix de Saint-Henri de Saxe (16 avril 1808), de Saint-Étienne de Hongrie (4 avril 1810), del'Éléphant du Danemark, grand dignitaire du duché de Varsovie (17 avril 1809), pair de France (2 juin 1815 (Cent-Jours), duc et pair le 5 mars 1819, lettres patentes du 15 février 1823), D'or, à deux lions léopardés rampants de gueules, tenant de la patte dextre une lance polonaise de sable, l'un en chef à dextre, et le second contourné en pointe à sénestre, bordure componée d'or et de gueules ; au chef des ducs de l'Empire brochant.Devises: 1° JUSTUM ET TENACEM; 2° VIRTUTI PRO PATRIA,. |
|        | Jean-Baptiste Bessières, général de division (13 septembre 1802), maréchal de l'Empire (18 mai 1804), 1er duc d'Istrie et de l'Empire (mai 1809), Grand officier (25 prairial an XII (14 juin 1804), puis Grand aigle de la Légion d'honneur (2 février 1805), Commandeur de l'Ordre de la Couronne de fer, chevalier de l'Ordre de l'Aigle d'or de Wurtemberg, grand-croix de l'ordre de Saint-Henri de Saxe, et de l'ordre impérial de Léopold d'Autriche, chevalier de l'ordre du Christ de Portugal Écartelé : au I, d'azur, au lion rampant d'or ; au II, d'argent, à l'épervier essorant de sable ; au III, d'or, à la tour d'azur, ouverte de sable ; au IV, de gueules, au renard passant d'or ; au chef des ducs de l'Empire brochant., |
|        | Claude-Victor Perrin, général de brigade (à titre provisoire le 20 décembre 1793, confirmé par arrêté du gouvernement du 25 prairial an III), général de division (18 janvier 1797), maréchal de l'Empire (13 juillet 1807, 19e dans l'ordre), 1er duc de Bellune et de l'Empire (10 septembre 1808), Légionnaire (dans la 5e cohorte, le 19 frimaire an XII (11 décembre 1803), puis Grand officier (25 prairial an XII (14 juin 1804), puis grand-croix de la Légion d'honneur (15 ventôse an XIII), Chevalier (2 juin 1814), puis Commandeur (1816), puis Grand-croix de l'Ordre royal et militaire de Saint-Louis (1816), Chevalier Commandeur de l'Ordre du Saint-Esprit, Pair de France (17 août 1815, duc et pair le 31 août 1817, sans majorat ni [lettres patentes]), Parti : au 1, d'azur, à un dextrochère, gantelé et brassardé d'argent, jointé, paré et cloué d'or, mouvant du flanc et tenant une épée d'argent, garnie d'or ; au 2, d'or, au lion de sable, à la fasce de gueules, brochant sur le lion ; au chef des ducs de l'Empire brochant., |
|        | Nicolas Charles Oudinot, général de brigade (à titre provisoire le 14 juin 1794, confirmé le 13 juin 1795), général de division (12 avril 1799), maréchal de l'Empire (12 juillet 1809), comte Oudinot et de l'Empire (décret du 19 mars 1808, lettres patentes du 2 juillet 1808), puis 1er duc de Reggio et de l'Empire (14 avril 1810), Légionnaire (11 décembre 1803), puis, Grand officier (11 juin 1804), puis, Grand aigle de la Légion d'honneur (6 mars 1805), grand chancelier de l'Ordre de la Légion d'honneur (17 mai 1839 - 21 octobre 1842), chevalier de l'ordre de la Couronne de fer, grand-croix de l'ordre royal et militaire de Saint-Louis (3 mai 1816), Chevalier de l'Ordre du Saint-Esprit (30 septembre 1820), grand-croix de l'Ordre militaire de Maximilien-Joseph de Bavière, commandeur de l'ordre militaire de Saint-Henri de Saxe, pair de France (4 juin 1815 (Première Restauration), 24 juillet 1815 (Seconde Restauration), duc et pair le 31 août 1817 mais sans majorat ni lettres patentes, il eut rang de baron), membre du Conseil privé (19 septembre 1815), Parti : 1, de gueules, à trois casques d'argent ; 2, d'argent, au lion de gueules, tenant une grenade de sable enflammée de gueules ; au chef des Ducs de l'Empire brochant., |
|        | Auguste Frédéric Louis Viesse de Marmont, général de brigade (16 juillet 1798), général de division (9 septembre 1800), maréchal de l'Empire (12 juillet 1809), Duc de Raguse et de l'Empire (28 juin 1808), Légionnaire (9 vendémiaire an XII (2 octobre 1803), puis Grand officier (25 prairial an XII : 14 juin 1804), puis Grand aigle de la Légion d'honneur (13 pluviôse an XIII (2 février 1805), commandeur de l'ordre royal de la Couronne de fer (Royaume d'Italie (1805-1814), prairial an XIII (1805)), Chevalier (1er juin 1814), puis Commandeur (3 mai 1816), puis Grand-croix de l'Ordre royal et militaire de Saint-Louis (24 août 1820), Chevalier-Commandeur de l'Ordre du Saint-Esprit (30 septembre 1820), chevalier de l'Ordre de l'Aigle d'or de Wurtemberg (février 1806), commandeur de l'ordre impérial de la Couronne de fer (Empire d'Autriche, 18 novembre 1817), Pair de France (4 juin 1814, duc et pair le 31 août 1817), Écartelé : 1 et 4, d'argent, à trois bandes de gueules ; 2, d'or, à l'étendard de gueules, à la croix d'argent, posée en bande, la trable de sable ; 3, parti : a, d'azur, à la croix de Lorraine d'or ; b, de gueules, à l'épée flamboyante en pal d'argent ; au chef des ducs de l'Empire brochant. Supports: deux léopards lionnés. Devise: PATRIAE TOTUS ET UBIQUE,. |
|        | Étienne Jacques Joseph Macdonald, général de brigade (26 août 1793), général de division (28 novembre 1794), maréchal de l'Empire (12 juillet 1809), 1er duc de Tarente et de l'Empire (9 décembre 1809), grand aigle de la Légion d'honneur (14 août 1809), Grand chancelier de la Légion d'honneur (2 juillet 1815), Chevalier (2 juin 1814), puis Commandeur (5 octobre 1815), puis Grand-croix de l'Ordre royal et militaire de Saint-Louis (1820), Chevalier-Commandeur de l'Ordre du Saint-Esprit (septembre 1820), Pair de France (4 juin 1814, duc et pair le 31 août 1817, lettres patentes du 18 février 1818), Écartelé : au 1, d'argent, au lion de gueules ; au 2, d'or, à un dextrochère, armé de gueules, tenant une croix recroisettée au pied fiché du même ; au 3, d'or, à une galère de sable, pavillonnée et girouettée de gueules ; au 4, de sinople, au saumon d'argent ; au chef des ducs de l'Empire brochant., |
|        | Louis Gabriel Suchet, général de brigade (3 germinal an VI (23 mars 1798)), général de division (22 messidor an VII (10 juillet 1799)), maréchal de l'Empire (8 juillet 1811), 1er comte Suchet et de l'Empire (19 mars 1808, lettres patentes du 24 juin 1808), 1er duc d'Albufera et de l'Empire (11 janvier 1813), grand aigle de la Légion d'honneur (8 février 1806, confirmé grand-croix de l'ordre royal de la Légion d'honneur le 16 août 1816), chevalier de l'ordre de la Couronne de fer (23 décembre 1807), Commandeur de Saint-Louis (24 septembre 1814), chevalier de l'ordre du Saint-Esprit, commandeur de l'ordre de Saint-Henri de Saxe (22 septembre 1808), Pair de France (4 juin 1814, 2 juin 1815 (Cent-Jours), révoqué le 24 juillet 1815, réintégré par lettres patentes du 5 mars 1819, duc et pair avec dispense de majorat par autres lettres du 9 novembre 1824), Parti de trois traits, coupé d'un autre, qui fait huit quartiers : au 1, d'or, à quatre vergettes de gueules, à trois fers de pique d'argent, 2 et 1, brochant sur le tout; au 2, d'argent, à une tour sommée de trois tourelles de sable; au 3, contre-écartelé, de gueules à une tour de sable, et d'or à un arbre de sinople; au 4, d'argent, à trois pals ondés d'azur; au 5, d'azur, à une galère d'argent de six rames, surmontée des lettres S A G, et acc. en pointe d'un dauphin et d'une coquille d'argent; au 6, d'or, à quatre vergettes de gueules, et un lis d'argent, brochant sur le tout; au 7, d'azur, à une tour sommée de trois tourelles de sable, sur une terrasse de sinople; au 8, d'or, à cinq étoiles d'azur, 2, 1 et 2. Sur le tout: coupé, au 1, parti, à dextre, d'azur à une épée d'argent, montée d'or; à sénestre, d'or à un demi-vol d'aigle renversé de sable; au 2 de gueules au pont d'or, sommé d'un lion passant du même tenant de la patte dextre un rinceau de grenadier d'or. Au chef des ducs de l'Empire brochant. Supports: deux léopards lionnés,. |
|        | Laurent de Gouvion-Saint-Cyr, général de brigade (à titre provisoire le 5 juin 1794), général de division (à titre provisoire le 10 juin 1794, confirmé le 2 septembre 1794 (saute le grade de général de brigade)), général en chef (1797, 1798, 1799, 1801), maréchal de l'Empire (27 août 1812), et de l'Empire (mai 1808), Colonel-général des Cuirassiers (1804-1814), grand aigle de la Légion d'honneur (2 février 1805), Grand-croix de l'Ordre royal et militaire de Saint-Louis (31 août 1817), Pair de France (4 juin 1814, marquis-pair le 31 août 1817, lettres patentes du 29 mars 1819, sans majorat), Coupé, au I, parti du quartier des Comtes militaires de l'Empire entouré d'une filière d'argent et d'azur à une étoile d'or ; au II, de sable., |
|        | Józef Antoni Poniatowski, prince polonais et du Saint Empire romain germanique, maréchal de l'Empire (1813), et Grand aigle de la Légion d'honneur D'argent, au bœuf de gueules, sur une terrasse de sinople. |
|        | Emmanuel de Grouchy, maréchal de camp (7 septembre 1792), général de division (à titre provisoire le 23 avril 1795, confirmé le 13 juin 1795), général en chef (1795, 1796-1797, 1800), maréchal de l'Empire (15 avril 1815 (Cents-Jours)), rétrogradé lieutenant-général (24 novembre 1819), maréchal de France honoraire (19 novembre 1831), comte de l'Empire (28 janvier 1809) puis marquis de Grouchy (1817), grand-croix de la Légion d'honneur (13 juillet 1807), grand-croix de l'Ordre Militaire de Bavière (1807), Commandeur de l'Ordre de la Couronne de Fer (1809), Colonel général des Chasseurs à cheval (1809), pair de France (2 juin 1815 (Cent-Jours), 11 octobre 1832 (Monarchie de Juillet)), D'or, fretté d'azur ; sur-le-tout d'argent, à trois trèfles de sinople ; au canton des Comtes Militaires de l'Empire brochant., |

### Sénateursayant titre de maréchal de l'Empire
| Figure | Blasonnement |
| ------ | --- |
|        | François Christophe Kellermann, maréchal de camp (9 mars 1788), lieutenant général (9 février 1792), maréchal de l'Empire (29 floréal an XII (19 mai 1804), 1er duc de Valmy et de l'Empire (mai 1808, doté du riche domaine Johannisberg), grand aigle de la Légion d'honneur (1er février 1806), Chevalier (1771), puis Commandeur (1792), puis Grand-croix de l'Ordre royal et militaire de Saint-Louis (1814), grand-croix des Ordres de l'Aigle d'or de Wurtemberg (1807), de la Fidélité de Bade, et de Hesse, sénateur (3 nivôse an VIII, président le 2 août 1801, sénatorerie de Colmar), Pair de France (4 juin 1814, 2 juin 1815 (Cent-Jours), duc et pair le 31 août 1817, lettres patentes du 20 décembre 1817, sans majorat), Coupé : au 1, de gueules, à un croissant versé d'argent ; au 2, d'argent, à trois pics de rocher de sinople, surmontés chacun d'une étoile de gueules ; au chef des ducs de l'Empire brochant., |
|        | François Joseph Lefebvre, général de brigade (2 décembre 1793), général de division (10 janvier 1794), maréchal de l'Empire (19 mai 1804), Duc de Dantzig et de l'Empire (titulaire du premier titre de noblesse d'Empire délivré par l'Empereur, décret du 28 mai 1807, lettres patentes du 10 septembre 1808), grand aigle de la Légion d'honneur (30 janvier 1805, chef de la 5e cohorte), Chevalier de Saint-Louis (2 juin 1814), grand-croix de l'Ordre de Saint-Henri de Saxe, Parti : au 1, d'azur, à un dextrochère, cuirassé d'argent, tenant une épée du même, garnie d'or ; au 2, d'or, à la fasce de sinople, chargé de deux hommes passants, conduisant chacun une femme, le tout d'argent, la fasce accompagnée en chef d'un vol de sable, et en pointe d'une croix pattée alésée du même ; au chef des ducs de l'Empire brochant., |
|        | Catherine-Dominique de Pérignon, maréchal de l'Empire (19 mai 1804), 1er comte Pérignon et de l'Empire (1808), 1er Marquis de Perignon (31 août 1817), grand aigle de la Légion d'honneur (2 février 1805), Chevalier (1er juin 1814), puis, Commandeur le 3 mai 1816, puis, Grand-croix de l'Ordre royal et militaire de Saint-Louis (24 août 1817), Grand dignitaire de l'Ordre des Deux-Siciles, sénateur (30 mars 1801 - 1814), Pair de France (4 juin 1814, marquis-pair le 31 août 1817, lettres patentes du 14 avril 1824), D'azur, à un bélier passant d'argent, accorné d'or, la tête sommée d'une croix patriarcale du même, ; au canton des Comtes Sénateurs brochant. Devise: FAYRE PLA LAYSSA DIRE. |
|        | Jean Mathieu Philibert Sérurier, général de brigade (à titre provisoire le 25 juin 1793, confirmé le 22 août 1793), général de division (à titre provisoire le 22 décembre 1794, confirmé le 13 juin 1795), maréchal de l'Empire honoraire (18 mai 1804), maréchal de France honoraire (1er janvier 1819, comte Sérurier et de l'Empire (8 mai 1808), grand aigle de la Légion d'honneur (2 mai 1805), Chevalier (30 juillet 1781), puis, Grand-croix de l’Ordre royal et militaire de Saint-Louis (30 septembre 1818), grand dignitaire de l'ordre de la Couronne de fer, Sénateur (27 décembre 1799 - 1814, vice-président du Sénat Conservateur (22 décembre 1802), gouverneur des Invalides (23 avril 1804 - 27 décembre 1815), commandant général de la Garde nationale de Paris (3 septembre 1809 - 22 avril 1814), Pair de France (4 juin 1814, 2 juin 1815 (Cent-Jours), rayant de la chambre des pairs (juillet 1815), comte-pair le 31 août 1817, lettres patentes du 14 avril 1818), De gueules, au lévrier assis d'argent ; au canton des Comtes Sénateurs brochant., |

### Inspecteurs etcolonels généraux
| Figure | Blasonnement |
| ------ | --- |
|        | Honoré Ganteaume, inspecteur des côtes de l'océan (1808). D'azur à la frégate pavoisée aux couleurs françaises, adextrée d'une frégate du même plus petite et senestrée d'un brick soutenu d'une mer en champagne ; le tout d'argent, surmonté d'une étoile aussi d'argent chargée d'un B de gueules ; au canton des comtes militaires entouré d'une filière d'argent brochant,. |
|        | Denis Decrès, inspecteur des côtes de la Méditerranée (1804). - Armes en tant que comte de l'Empire : d'azur, à trois croissants d'argent, à une ancre d'or brochante, au canton des comtes ministres brochant. - Armes en tant que duc de l'Empire : d'azur, à trois croissants d'argent, et une ancre d'or, brochant sur le croissant en pointe, au chef de gueules, semé d'étoiles d'argent,.                                                                                              |
|        | Charles-Henri Ver-Huell, inspecteur général des côtes de la mer du Nord (1813), puis premier inspecteur général de la marine (1814). Écartelé : au 1, de gueules, à l'ancre d'argent au 2, d'azur, à trois crampons d'argent ; au 3, d'or, à la barre de sable, chargée de trois coquilles d'argent ; au 4, d'or, à trois fermaux antiques de sable ; au canton des comtes militaires brochant,.                                                                                              |
|        | Nicolas Songis, inspecteur de l'artillerie (1804). Écartelé : au premier du quartier des comtes militaires ; au deuxième de sable à une colombe d'argent ; au troisième d'argent à un serpent d'or entortillé autour d'un obélisque de sable ; au quatrième d'azur au canon d'or sur une terrasse isolée d'argent. |
|        | Jean-François Dejean, inspecteur du génie (1808). D'argent au griffon essorant de sable au comble d'azur chargé à sénestre de deux étoiles et d'un croissant d'or et à dextre du quartier des comtes ministres,. |
|        | Laurent Gouvion, colonel général des cuirassiers (1804). Coupé au premier parti du quartier des comtes militaires de l'Empire entouré d'une filière d'argent et d'azur à une étoile d'or ; au deuxième de sable plain,. |
|        | Louis Baraguey d'Hilliers, colonel général des dragons (1804). Écartelé : au premier du quartier des comtes militaires de l'Empire ; au deuxième d'argent au cheval saillant de sable ; au troisième de gueules semé d'étoiles d'argent ; au quatrième d'azur à un casque de dragon d'or taré de profil,. |
|        | Jean-Andoche Junot, colonel général des hussards (1804). Écartelé : au premier de sable à trois corbeaux et à trois étoiles, le tout d'argent, les corbeaux posés un, deux, les étoiles deux et une ; au deuxième d'azur au palmier d'or, soutenu d'un croissant d'argent ; au troisième d'azur au vaisseau à trois mâts d'or, soutenu d'une mer d'argent ; au quatrième de sable au lion rampant d'or, tenant de sa dextre une épée haute d'argent ; au chef des ducs de l'Empire brochant,. |
|        | Emmanuel de Grouchy, colonel général des chasseurs à cheval (1809). D'or, fretté d'azur ; sur-le-tout d'argent, à trois trèfles de sinople ; au canton des comtes militaires de l'Empire brochant,. |

### Grands officiers civils
| Figure | Blasonnement |
| ------ | --- |
|        | Joseph Fesch, grand aumônier de l'Empire (1805-1814). D'azur à l'aigle d'or, les ailes étendues empiétant un foudre du même, le foudre chargé d'un médaillon ovale d'argent surchargé d'un F de sable. L'écu est surmonté du chapeau de cardinal à trente houppes, d'une croix latine (croix archiépiscopale) ainsi que d'une couronne fermée de prince souverain, le tout inscrit dans un manteau impérial de gueules semé d'abeilles d'or et doublé d'hermine. |
|        | 1. Michel Duroc, grand maréchal du palais (1804-1813). Écartelé : aux premier et quatrième d'or au château de trois tours donjonnées de gueules, fermées, ajourées et girouettées de sable ; aux deuxième et troisième d'azur au cavalier armé de toutes pièces, tenant de la dextre un sabre nu, le tout d'argent ; sur le tout de sinople, au rocher d'or mouvant de la pointe, surmonté en chef d'une étoile d'argent ; au chef des ducs de l'Empire brochant,. 2. Henri Gatien Bertrand, grand maréchal du palais (1813-1821). Écartelé : au premier, du franc-quartier des comtes militaires de l'Empire ; au deuxième, d'or, à un soleil d'azur ; au troisième, d'or, au palmier de sinople, issant de la pointe et fruité du champ ; au quatrième, d'azur, au crequier d'or,. |
|        | 1. Charles-Maurice de Talleyrand-Périgord, vice-grand électeur et grand chambellan de l'Empire (1804-1809). Parti : au premier de gueules aux trois lionceaux d'or armés, lampassés et couronnés d'azur (Talleyrand-Périgord) ; au deuxième d'or au sanglier passant de sable chargé sur le dos d'une housse d'argent (Bénévent) ; au chef des princes souverains d'Empire brochant sur la partition,. 2. Pierre de Montesquiou-Fezensac, grand chambellan de l'Empire (1809-1814). D'or à deux tourteaux de gueules, posés en pal ; au canton des comtes membres de collège électoral brochant. L'écu posé sur les insignes de grand chambellan. Toque de comte de l'Empire, manteau des sénateurs,.                                                                                |
|        | Armand de Caulaincourt, grand écuyer de l'Empire (1804-1814), grand maréchal du palais par intérim (25 mai 1813 – 17 novembre 1813). De sable coupé d'or, l'or chargé d'un sauvage de gueules, appuyé sur une massue de sable et tenant sur le poing dextre un coq du même ; au chef des ducs de l'Empire brochant,. |
|        | Louis-Alexandre Berthier, vice-connétable et grand veneur de l'Empire. D'or, parti d'un trait, au premier, bras armé d'azur, rehaussé d'or, semé d'abeilles aussi d'or, tenant une épée haute en pal de sable, et chargé d'un bouclier de sablé au W d'or, à l'orle du même, entouré de la devise suivante : COMMILITONI VICTOR CÆSAR ; chef de grand dignitaire de l'Empire (Wagram) ; au deuxième, pal de gueules, chargé de trois chevrons d'argent ; chef de prince souverain (Neufchâtel),. |
|        | Louis-Philippe de Ségur, grand maître des cérémonies de l'Empire. Écartelé : au premier, du quartier des comtes conseillers d'État ; aux deuxième et troisième de gueules au lion d'or ; au quatrième d'argent plain,. |

NB : le grand chancelier et le grand trésorier de la Légion d'honneur ont le rang et jouissent dans toutes les circonstances des distinctions et des honneurs, tant civils que militaires, des grands officiers de l'Empire.
| Figure | Blasonnement |
| ------ | --- |
|        | Bernard-Germain de Lacépède, grand chancelier de la Légion d'honneur (1803-1814). Écartelé ; au premier des comtes-sénateurs ; au deuxième, de gueules à trois barres d'or, au chef cousu d'azur chargé de trois étoiles du second ; au troisième bandé d'azur et d'or de six pièces à la bordure de gueules, au franc-canton d'argent; au quatrième d'or, à une bande de gueules chargée de trois alérions d'argent) ; sur le tout, en abîme, d'or à la croix de gueules au chef de sinople, à la bande d'argent, chargée de trois roses de gueules,. |
|        | Jean-François-Aimé Dejean, grand trésorier de la Légion d'honneur. D'argent, à un griffon de sable, au chef d'azur, chargé d'un croissant d'or entre deux étoiles du même ; au canton des comtes sénateurs brochant,. |

## Autres personnalités titrées et notables du Premier Empire
| Figure | Blasonnement |
| ------ | --- |
|        | André Pierre Étienne Abrial (5 décembre 1783 - Paris ✝ 2 décembre 1840 - Paris), 2e comte Abrial, Pair de France (succession de son père), auditeur près le ministre de la Justice (an XIII). Auditeur hors du Conseil, à Venise (1806), commissaire général de police à Lyon (1811), baron d'Empire, préfet du Finistère (1813), maître des requêtes honoraire au Conseil d'État (1814), Préfet de l'Ain (1815, non installé), Préfet du Gers (20 avril au 9 juillet 1815), maître des requêtes au Conseil d'État (1818), D'argent, au chêne terrassé de sinople, au chef d'azur, chargé d'un soleil d'or. |
|        | Jean-Baptiste Augier (25 janvier 1769 - Bourges ✝ 3 septembre 1819 - Bourges), Général de brigade (21 janvier 1794), commandant de la Légion d'honneur (décret du Premier consul du 26 prairial an XII (15 juin 1804), Chevalier de l’Ordre royal et militaire de Saint-Louis (ordonnance royale du 8 juillet 1814), chevalier de l'Empire (décret impérial du 14 décembre 1809, Baron (Ordonnance royale du 31 décembre 1814, confirmé baron héréditaire par lettres patentes du 1er février 1817 avec règlement d’armoiries), Député du Cher (1813-1819), D’azur, à la tour d’argent, accostée en pointe d’un chien couché du même, regardant une tige de lis d’argent, terrassée de sinople ; au chef de gueules, chargé de deux étoiles d’argent.,                                                    |
|        | Francesco Borghèse (9 juin 1776 - Rome ✝ 29 mai 1839 - Rome), colonel (25 juin 1808), général de brigade (2 janvier 1812), admis en retraite avec le grade de lieutenant-général (2 septembre 1830), prince Aldobrandini, prince Borghese (1832), 7e prince de Sulmona (1832), prince de Rossano (1832), grand-croix de l'Ordre de la Réunion (3 avril 1813), grand dignitaire de l'ordre de la Couronne de fer d'Italie, Chevalier de l'Ordre royal et militaire de Saint-Louis (24 octobre 1814), Premier Écuyer de l'Empereur (1812), Grand d'Espagne de 1re classe, D'azur, à un dragon ailé d'or (Borghesi), au chef du même, chargé d'une aigle de sable, becquée, membrée et couronnée du second (Saint-Empire).                                                                                   |
|        | Lazare Nicolas Marguerite Carnot (13 mai 1753 - Nolay (province de Bourgogne) ✝ 2 août 1823 - Magdebourg), général de division (Cent-Jours), ministre de l'Intérieur (20 mars - 22 juin 1815), comte Carnot et de l'Empire (20 mars 1815 : « Le général Carnot, [...], ne porta jamais ce titre de comte et ne retira pas les lettres patentes de la chancellerie. »), grand-croix de la Légion d'honneur (Cent-Jours), D'azur, à trois merlettes d'or, 2, 1, surmontées en chef d'une étoile d'argent., |
|        | Joseph Nicolas Clary (1760-1823), pair des Cent-Jours (2 juin 1815), comte de l'Empire (4 juin 1815), D'azur au vol d'argent, chargé d'une épée haute du même montée d'or, surmontée de deux étoiles du même ; au chef aussi d'or, chargé de deux roses tigées et feuillées au naturel. |
|        | Edeline, Louise, Hélène de Freteau (1789 - Vaux-le-Pénil † 20 novembre 1838), veuve du général Eblé (titre de comtesse accordé par décret du 8 janvier 1813 (lettres patentes du 8 avril 1813, Saint-Cloud). Ecartelé d'azur et de gueules, à la croix d'or brochant sur le tout cantonnée au premier du signe des comtes tirés de l'armée, au deuxième deux épées en sautoir d'argent montées d'or ; au troisième d'un lion rampant d'or ; au quatrième de trois épis de blé noués d'or. - Livrées : bleu, rouge, jaune, blanc. |
|        | Louis-Auguste Victor de Ghaisne de Bourmont (2 septembre 1773 - Château de Bourmont, Freigné † 27 octobre 1846 - Château de Bourmont, Freigné), comte de Bourmont, baron de Bourmont et de l'Empire, Commandeur de l'Ordre royal et militaire de Saint-Louis (1817), Pair de France (baron-pair le 9 octobre 1823, lettres patentes du 26 janvier 1828), grand-croix de la Légion d'honneur (1825), Gentilhomme de la chambre du roi de France (1828), ministre de la guerre (1829), Maréchal de France (1830), Écartelé : aux 1 et 4, vairé d'or et d'azur (Ghaisne), au canton de sable chargé d'un chef d'argent (Gand) ; aux 2 et 3, fascé de vair et de gueules (Coucy). Supports: deux lions, tenant chacun une bannière, celle à dextre aux armes de Ghaisne, celle à senestre aux armes de Gand., |
|        | Pierre Paul Alexandre Gilbert de Voisins (Château de Grosbois, 23 avril 1773 – Paris, 20 avril 1843) Pendant les Cent-Jourspremier président à la « cour de Paris », conseiller d'État, commandeur de la Légion d'honneur, pair des Cent-Jours (2 juin) et comte de l'Empire (4 juin 1815), D'azur, à la croix engrêlée d'argent, cantonnée de quatre croissants d'or. |
|        | Joseph Léopold Sigisbert Hugo (15 novembre 1773 - Nancy † 29 janvier 1828 - Paris), Comte en Espagne (janvier 1810), Colonel (Royaume de Naples, le 28 février 1808), Maréchal de camp (Royaume d'Espagne, le 20 août 1809), lieutenant général (honoraire, le 23 mai 1825), Officier de la Légion d'honneur (14 février 1815), Chevalier de l’Ordre royal et militaire de Saint-Louis (27 novembre 1814), Commandeur de l'Ordre des Deux-Siciles, Commandeur de l'Ordre royal d'Espagne, D'azur au chef d'argent chargé de deux merlettes de sables. |
|        | Titre de comtesse accordé à Marie, Caroline de Perron de Saint-Martin (née le 2 janvier 1788 à Turin), veuve, et Titre de comte accordé à Étienne, Aimé Vincent de Margnolas (né le 12 octobre 1809 à Paris), fils unique d'Étienne Vincent de Margnolas, par décret du 4 mai 1809. Les Tuileries (16 décembre 1810). Ecartelé, au premier des comtes conseillers d'État, au deuxième d'argent à la tour d'azur, crénelée de trois pièces ouverte du champ, ajourée et maçonnée de sable, surmontée d'un soleil d'azur et accompagnée de deux grappes de raisin de pourpre tigée et feuillée de sinople ; au troisième à l'écureuil assis au naturel soutenu de sinople ; au quatrième, contre écartelé au premier et quatrième losangé d'azur et d'or au deuxième et troisième de gueules plein.         |
|        | Charles-Albert Henri de Perregaux (8 avril 1757 - Neuchâtel † 18 décembre 1831 - Neuchâtel), officier (en France de 1770 à 1792), conseiller d'État et colonel des milices de Neufchâtel, créé duc neuchâtelois par Berthier (lettres patentes du 15 juin 1808), D'argent à trois chevrons de sable. |
|        | Alphonse Perregaux (1785-1841), auditeur des finances au conseil d'État, comte Perregaux et de l'Empire (avec institution de majorat accordée par lettres patentes du 21 décembre 1808, à Madrid), pair des Cent-Jours, Parti d'azur et de gueules, coupé d'argent ; le gueules à la bande échiquetée d'or et d'azur, l'argent aux trois chevrons de sable superposés.. |
|        | Nicolas Ponsardin (1747-1820), important négociant de Reims, premier président du Tribunal de commerce de Reims, maire de Reims, Député de la Marne, membre du conseil général de la Marne. Père de la célèbre Madame Veuve Clicquot-Ponsardin. Chevalier de la Légion d'honneur et de l'Empire (1810), titré baron Ponsardin et de l'Empire par Napoléon Ier en 1813 (décret du 7 janvier 1814). D'argent à la fasce d'azur, chargée d'une sardine d'or, accompagnée en chef d'une muraille crênelée de sable, adextrée d'une tour carrée, et en pointe d'un pont à trois arches du même, soutenu d'une rivière de sinople. |
|        | Claude Testot-Ferry (1773 - 1856), Colonel major au 1er régiment des éclaireurs de la Garde impériale (1813), Baron de l'Empire, d'azur à la fasce d'or accompagnée en chef d'une tête de profil casquée d'or accostée de deux étoiles d'argent et en pointe d'un lion passant d'or, armé et lampassé de gueules tenant dans sa patte dextre une épée d'argent |